# Морковница прибрежная
Морко́вница прибре́жная, или Морковница примо́рская (лат. Astrodāucus littorālis) — двулетнее травянистое растение; вид рода Морковница (Astrodaucus) семейства Зонтичные (Umbelliferae).

## Ботаническое описание
Гемикриптофит. Двулетнее травянистое растение с разветвлённым голым стеблем 40—100 см высотой.
Прикорневые листья широкотреугольные, с длинными черешками; пластинка до 15 см длиной, многократно рассечена на линейные доли; стеблевые листья мелкие, верхние — сидячие.
Зонтики 10—18-лучевые; обёртка отсутствует или из одного — трёх линейных листочков. Обёрточка с 8—11 ланцетоподобно-линейних листочков. Лепестки белые, до 2 мм шириной.
Плоды удлинённо-овальные, с пятью — шестью рядами сросшихся между собой шипиков. Цветёт в июне — июле, плодоносит в июле — августе. Размножается семенами.

## Распространение и местообитание
Балканы, Причерноморье, Приазовье, Крым, бассейн Нижнего Дона, Предкавказье. На Украине — Азово-Черноморское побережье (регионы: Донецкая, Одесская, Николаевская, Херсонская, Запорожская области, Крым).

## Охранный статус

### На Украине
Входит в Красную книгу Украины, охраняется в Черноморском биосферном заповеднике, РЛП «Кинбурнская коса», Азово-Сивашском национальном природный парке, заказниках.